# Das Gesetz der Edo
Das Gesetz der Edo (Originaltitel: Justice) ist die achte Episode der ersten Staffel der US-amerikanischen Science-Fiction-Fernsehserie Raumschiff Enterprise – Das nächste Jahrhundert. Sie wurde in den Vereinigten Staaten über Syndication vermarktet und erstmals am 9. November 1987 auf verschiedenen Fernsehsendern ausgestrahlt. In Deutschland erschien sie zum ersten Mal im November 1988 in einer synchronisierten Fassung auf VHS. Im deutschen Fernsehen war sie zum ersten Mal am 26. Oktober 1990 in einer zweiten Synchronfassung im ZDF zu sehen.

## Handlung
Im Jahr 2364 bei Sternzeit 41255.6 hat die Enterprise einen Auftrag beendet, eine Gruppe von Menschen ins Strnad-Sternensystem zu bringen und ihnen dabei zu helfen, dort eine Kolonie aufzubauen. Dabei wird im benachbarten Rubicun-System ein bewohnter Planet entdeckt, der nun darauf geprüft werden soll, ob die erschöpfte Besatzung hier einen Landurlaub verbringen kann. Ein Außenteam findet dort eine traumhafte Umwelt vor, bewohnt vom Volk der Edo. Diese erweisen sich als freundliche, aufgeschlossene Wesen, die sich bei jeder Gelegenheit lieben. Nachdem sich das Team zunächst mit den Gebräuchen und Gesetzen der Edo vertraut gemacht hat, beamen der erste Offizier Riker, Sicherheitschefin Yar, Counselor Troi und Lieutenant Worf erneut auf die Oberfläche und nehmen dieses Mal Fähnrich Wesley Crusher mit, der die Möglichkeiten erkunden soll, die der Planet für junge Menschen bietet. Sie werden überschwänglich begrüßt und Wesley findet schnell einige gleichaltrige Spielgefährten.
Auf der Enterprise empfängt der zweite Offizier, der Android Data, derweil seltsame Messwerte, die darauf hindeuten, dass sich im Orbit des Planeten etwas befindet, das aber nicht zu sehen ist. Eine genauere Analyse ergibt, dass sich das rätselhafte Objekt teilweise in einer anderen Dimension befinden muss. Als Data einen Funkspruch absetzt, wird plötzlich eine Struktur von der Größe einer Raumstation sichtbar, doch zum Teil bleibt sie weiterhin in einer anderen Dimension verborgen. Schließlich löst sich eine Kugel von der Struktur und dringt in die Enterprise ein. Die Kugel erweist sich als ein Kommunikationsgerät, das von Captain Picard den Grund für die Anwesenheit der Enterprise erfahren will und ihn vor dem Umgang mit seinen „Kindern“ (den Edo) warnt. Für einen weiteren Informationsaustausch verbindet sich die Kugel mit Data, der daraufhin bewusstlos zusammenbricht.
Auf dem Planeten bemerkt Riker, dass die Funkverbindung zur Enterprise unterbrochen ist, hält dies aber für ein vorübergehendes Problem. Zugleich erfährt Yar einen entscheidenden Fakt über das Rechtssystem der Edo, der ihr bislang nicht mitgeteilt wurde: Es gibt hier keinerlei Verbrechen, denn die Gesetzeshüter, sogenannte Mediatoren, richten ständig wechselnde Bestrafungszonen ein, deren Standorte nur sie selbst kennen. Wer innerhalb einer solchen Zone etwas Verbotenes tut, wird mit dem sofortigen Tod bestraft – egal, wie unbedeutend der Verstoß war. Wesley, der hiervon nichts weiß, ist derweil mit seinen neuen Freunden in ein Ballspiel vertieft. Als er einen zu hoch geworfenen Ball fangen will, achtet er nicht darauf, wohin er läuft, stolpert über eine Absperrung und fällt in ein kleines Gewächshaus. Unglücklicherweise hält er sich gerade in einer Bestrafungszone auf und sofort tauchen zwei Mediatoren auf, die das Übertreten der Absperrung als Vergehen betrachten. Wesleys Gefährten verteidigen ihn, doch die Mediatoren bestehen auf die Einhaltung des Gesetzes und bereiten eine Giftspritze vor. Als Riker und die restlichen Mitglieder des Außenteams eintreffen, müssen sie die Mediatoren mit körperlicher Gewalt davon abhalten, Wesley zu töten.
Als auf der Enterprise die Kugel ihren Informationsaustausch mit Data beendet hat, funktioniert auch der Funk wieder. Captain Picard wird über die Situation informiert und beamt auf die Oberfläche. Er erklärt den Edo, dass er für die Sicherheit seiner Leute verantwortlich ist. Dennoch will er einen Weg finden, um ihre Gesetze zu respektieren und Wesley nicht gewaltsam zu befreien. Die Edo erklären sich einverstanden, die Hinrichtung bis Sonnenuntergang zu verschieben. Picard bittet die Edo Rivan, ihn auf die Enterprise zu begleiten, denn er hofft, von ihr mehr über die seltsame Struktur im Orbit zu erfahren. Als sie die Struktur zu Gesicht bekommt, identifiziert sie sie als den Gott ihres Volks. Dieser „Gott“ gerät nun in Zorn und fordert die Rückgabe seines „Kindes“. Picard lässt Rivan sofort auf den Planeten zurückbeamen.
Als Data wieder zu sich kommt, erfährt Picard von ihm, dass es sich bei dem „Gott“ tatsächlich um ein Kollektiv von zahlreichen Lebensformen handelt, die in mehreren Dimensionen zugleich existieren. Sie sind sich ihrer Verehrung durch die Edo bewusst und halten sie im gegenwärtigen Entwicklungsstand des Volks für notwendig. Da die Wesen diese Region des Weltraums für sich beanspruchen, ist unklar, wie sie zur neu gegründeten Strnad-Kolonie stehen.
Picard wägt seine Möglichkeiten ab. Eine Missachtung der Edo-Gesetze könnte das ganze Schiff in Gefahr bringen. Dennoch entschließt er sich dazu, Wesleys Leben auf keinen Fall zu opfern. Er kehrt auf den Planeten zurück und teilt den Edo seine Entscheidung mit, den Jungen mitzunehmen. Die Edo zeigen sich enttäuscht über die Missachtung ihrer Gesetze. Als Picard mit Wesley und dem Außenteam auf die Enterprise zurückbeamen will, funktioniert plötzlich der Transporter nicht mehr. Offenbar wird er vom Gott der Edo blockiert. Picard wendet sich nun direkt an den Gott und argumentiert, dass es keine wahre Gerechtigkeit geben könne, solange das Gesetz absolut sei und die jeweiligen Umstände außer Acht lasse. Der Gott der Edo hat schließlich ein Einsehen und lässt Picard und seine Leute auf die Enterprise zurückkehren. Picard fragt den Gott, ob er die Auflösung der Strnad-Kolonie wünsche. Der Gott verschwindet jedoch wortlos und die Enterprise setzt ihre Reise fort.

## Verbindungen zu anderen Star-Trek-Produktionen
Einige Elemente aus dieser Folge wurden in späteren Star-Trek-Produktionen wieder aufgegriffen:
- In Folge 1.19 (Prüfungen) von Raumschiff Enterprise – Das nächste Jahrhundert aus dem Jahr 1988 werden die Ereignisse aus Das Gesetz der Edo erneut erwähnt.
- Eine Szene aus Das Gesetz der Edo wurde in der als Clipshow konzipierten Folge 2.22 (Kraft der Träume) von Raumschiff Enterprise – Das nächste Jahrhundert aus dem Jahr 1989 wiederverwendet.
- In der 2020 gestarteten animierten Serie Star Trek: Lower Decks gibt es in mehreren Folgen Anspielungen auf Das Gesetz der Edo.

## Produktion

### Drehbuch
Drehbuchautor John D. F. Black ließ sich in den Credits der Folge nur unter seinem Pseudonym Ralph Wills nennen, da das finale Drehbuch kaum noch Ähnlichkeiten mit seiner ursprünglichen Geschichte aufwies, welche die in den Vereinigten Staaten bestehende Diskussion um die Beibehaltung der Todesstrafe thematisierte. Von Black stammt in diesem Zusammenhang das Konzept der Bestrafungszonen. Seine Geschichte sah allerdings vor, dass die Enterprise eine Kolonie namens Llarof besucht, auf der diese Zonen ursprünglich zur Bekämpfung von Anarchie eingeführt wurden. In der Gegenwart sollten sie jedoch missbräuchlich zur Durchsetzung von Gesetzen einer Herrscherklasse dienen, die selbst nicht an diese Gesetze gebunden ist. Ein Mitglied der Enterprise-Besatzung sollte hierdurch ums Leben kommen, als es eine Gesetzesübertretung begeht, während es zwei Kinder auf Landurlaub betreut. Auch sollte dies durch Erschießen und nicht durch eine Injektion erfolgen. Hiergegen sollte sich eine Rebellion erheben, doch die Rebellen sollten sich schließlich verhalten wie die vorherigen Machthaber. Picard hingegen sollte sich auf die Hauptdirektive berufen und keinerlei Stellung beziehen.
Nach internen Widerständen legte Black noch eine überarbeitete Fassung vor, in der die Rebellion nicht siegen sollte und alle Anführer hingerichtet wurden, woraufhin Picard entgegen der Hauptdirektive für Gerechtigkeit plädiert.
Auch diese Fassung stieß in keiner Weise auf Anklang, woraufhin sie von Worley Thorne in Zusammenarbeit mit Gene Roddenberry grundlegend umgeschrieben wurde: In der endgültigen Fassung wurde die Form extremer Gerechtigkeit auf eine Art Gott verlagert, der nicht zur Diskussion stand, da die Todesstrafe durch eine höhere Instanz angeordnet war. Picard sollte sich nun auf die Hauptdirektive berufen und sich nicht einmischen. Durch den nachträglich aufgesetzten, freizügigen Umgang mit der Sexualität in dieser Folge wollte Thorne – entgegen Blacks ursprünglichem Entwurf – eine aufgeklärte Haltung suggerieren, die jedoch – auf Anregung Roddenberrys hin – durch Badeanzüge gezüchtigt wurde. Thorne hatte zuvor unter anderem Drehbücher für die Sesamstraße geschrieben. Für die nicht verwirklichte Serie Star Trek: Phase Two reichte er das Drehbuch mit dem Arbeitstitel Are Unheard Melodies Sweet? ein.

### Darsteller
Josh Clark, der hier einen namenlosen Conn-Offizier an Bord der Enterprise spielt, verkörperte zwischen 1995 und 2001 die wiederkehrende Nebenfigur des Lieutenant Joseph Carey in der Serie Star Trek: Raumschiff Voyager.
Richard Lavin, Darsteller eines Mediators, spielte auch einen Solari-Anführer in Folge 2.05 (Der stumme Vermittler).
Brad Zerbst hat hier seinen ersten von drei Auftritten als namenloser Krankenpfleger an Bord der Enterprise.

### Modelle und Requisiten
Das Modell des Gottes der Edo wurde in Folge 5.14 (Mission ohne Gedächtnis) als lysianische Raumbasis wiederverwendet.

### Drehorte

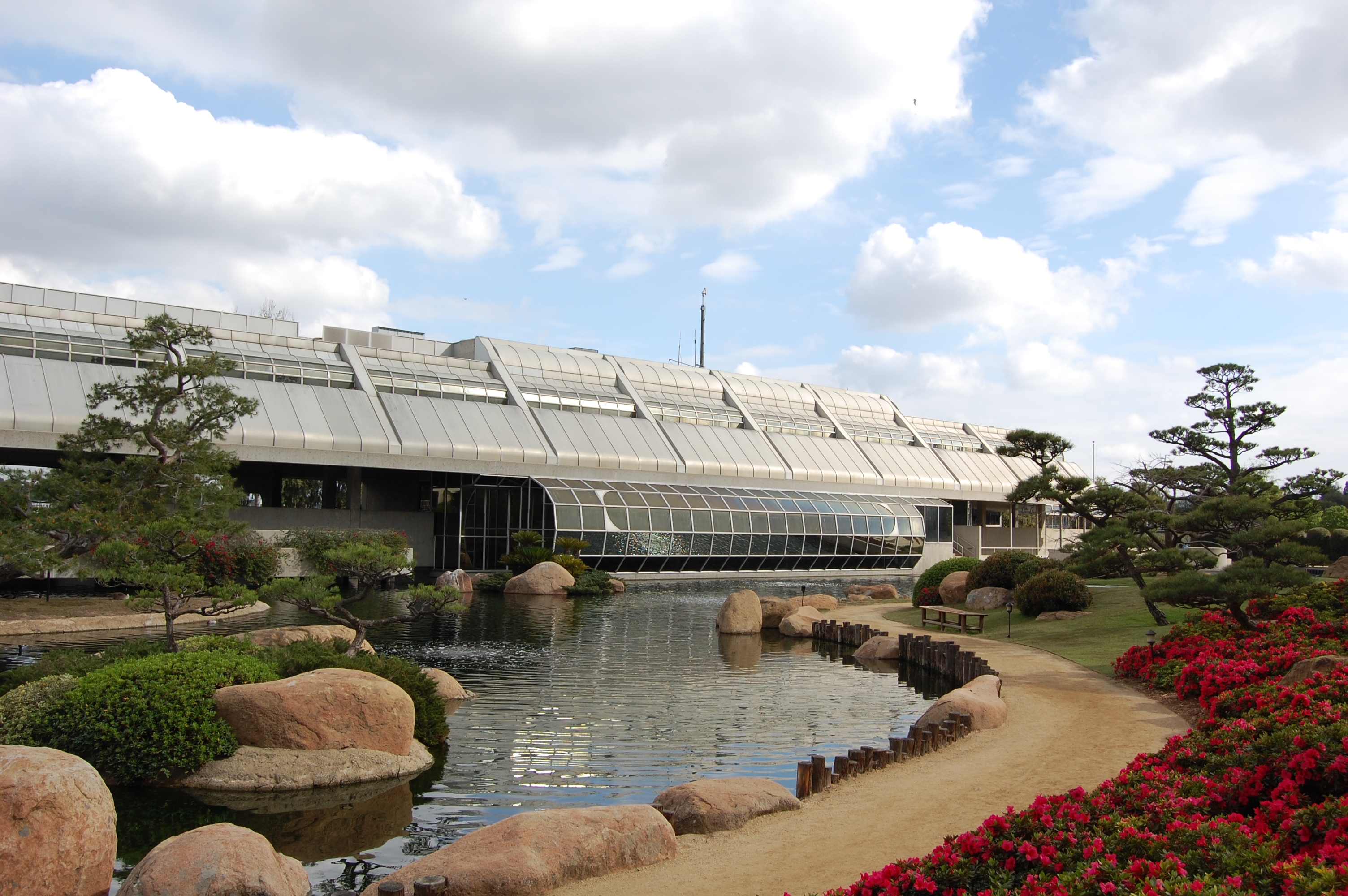
Der japanische Garten im Tillman Water Reclamation Plant in Van Nuys, Los Angeles

Das Gesetz der Edo war die erste Folge nach dem Pilotfilm, für die Außenaufnahmen angefertigt wurden. Die Szenen, die auf Rubicun III spielen, wurden im Botanischen Garten der Huntington Library in San Marino (Kalifornien) und im Tillman Water Reclamation Plant in Van Nuys im Norden von Los Angeles gedreht. Das Tillman Water Reclamation Plant diente später mehrfach als Kulisse für das Hauptquartier der Sternenflotte und die Sternenflottenakademie.

## Adaptionen
Das Hörspiel-Label Karussell veröffentlichte 1990 eine MC mit der leicht gekürzten deutschen Tonspur von Das Gesetz der Edo, die an einigen Stellen mit eingesprochenen Erklärungen ergänzt wurde.

## Rezeption
Das Gesetz der Edo gilt unter Fans und Kritikern gleichermaßen als eine der schlechtesten Folgen von Raumschiff Enterprise – Das nächste Jahrhundert. Mit 6 von 10 möglichen Punkten (Stand 2019) ist es die in der Internet Movie Database am siebtschlechtesten bewertete Folge der Serie.
Keith DeCandido bewertete Das Gesetz der Edo 2011 auf tor.com als eher schlechte Folge von Raumschiff Enterprise – Das nächste Jahrhundert. Positiv hob er unter anderem die philosophischen Diskussionen zwischen Picard und Data sowie Worfs trockenen Humor hervor. Die Gesamthandlung fand er hingegen lächerlich, den Gott der Edo unterentwickelt und die Edo selbst wirkten auf ihn wie Karikaturen. Die Entscheidung, die Edo ausschließlich als gutaussehende weiße, blonde Wesen darzustellen, empfand DeCandido als ähnlich rassistisch wie die Entscheidung, alle Ligonianer in Folge 1.04 (Der Ehrenkodex) von Afroamerikanern spielen zu lassen.
Scott Thill bewertete Das Gesetz der Edo 2012 auf wired.com als eine der schlechtesten Folgen von Raumschiff Enterprise – Das nächste Jahrhundert.
Michael Weyer erstellte 2018 für cbr.com eine Liste von 20 Star-Trek-Folgen, die so schlecht sind, dass man sie gesehen haben muss. Das Gesetz der Edo führte er dabei auf Platz 15.
Michael Kmet führte Das Gesetz der Edo 2019 auf whatculture.com in einer Liste der 20 schlechtesten Star-Trek-Folgen auf Platz 16.